# Kerry Baptiste
Kerry Baptiste (Carenage, 1º dicembre 1981) è un calciatore trinidadiano, centrocampista del Police.